# Bryan Edgar Wallace
Pour les articles homonymes, voir Wallace.
Bryan Edgar Wallace, né le 28 avril 1904 à Londres en Angleterre et mort en 1971, est un écrivain et scénariste britannique, auteur de roman policier.

## Biographie
Il est le fils d'Edgar Wallace. Il est officier de l'armée britannique puis scénariste pour la British Lion Film Corporation, la Gaumont British Picture Corporation et la 20th Century Fox. En 1930, il est capitaine de l'équipe britannique qui participe aux championnats du monde de bobsleigh à Caux. Il est ensuite secrétaire diplomatique à l'ambassade britannique à Madrid.
En 1961, il publie son premier roman, Ne pas tamponner (Death Packs a Suitcase) dans lequel il met en scène Bill Tern, agent des services spéciaux britanniques.

## Œuvre

### Romans

#### Série Bill Tern
- Death Packs a Suitcase, 1961
  - Ne pas tamponner, Série noire no 769, 1963
- The Device, 1962
  - La Panique, collection Mi-nuit no 2, éditions Dupuis

#### Autres romans
- The Man Who Would Not Swim, 1963
- The White Carpet, 1963
- Murder Is Not Enough, 1964
- Murder on the Night Ferry, 1965
- Murder in Touraine, 1966

## Filmographie
- 1932 : The Frightened Lady (en), film britannique, adaptation de la pièce de théâtre The Case Of the Frightened Lady d'Edgar Wallace réalisée par T. Hayes Hunter
- 1932 : White Face (en), film britannique, adaptation de la pièce de théâtre Persons Unknown d'Edgar Wallace réalisée par T. Hayes Hunter
- 1932 : The Flying Squad (en), film britannique, adaptation du roman éponyme d'Edgar Wallace réalisée par F.W. Kraemer
- 1934 : My Old Dutch (en), film britannique réalisé par Sinclair Hill
- 1935 : Le Clairvoyant (en), film britannique, adaptation du roman éponyme d'Ernest Lothar réalisée par Maurice Elvey
- 1936 : Strangers on Honeymoon, film britannique, adaptation du roman The Northing Tramp d'Edgar Wallace réalisée par Albert de Courville
- 1937 : Au service de Sa Majesté (O.H.M.S.), film britannique réalisé par Raoul Walsh
- 1937 : The Squeaker (en), film britannique, adaptation du roman éponyme d'Edgar Wallace réalisée par William K. Howard
- 1939 : The Mind of Mr. Reeder (en), film britannique, adaptation du roman éponyme d'Edgar Wallace réalisée par Jack Raymond
- 1939 : Inspector Hornleigh (en), film britannique réalisé par Eugene Forde
- 1962 : Le Secret des valises noires (Das Geheimnis der schwarzen Koffer), film allemand, adaptation de Ne pas tamponner (Death Packs a Suitcase) réalisée par Werner Klingler
- 1963 : Der Würger von Schloss Blackmoor (de), film allemand, adaptation d'un roman réalisée par Harald Reinl
- 1963 : Le Dr. Mabuse contre Scotland Yard (Scotland Yard jagt Dr Mabuse), film allemand, adaptation de La Panique (The Device) réalisée par Paul May
- 1963 : Le Bourreau de Londres (Der Henker von London), film allemand, adaptation de The White Carpet réalisée par Edwin Zbonek
- 1964 : Das Phantom von Soho (de), film allemand, adaptation d'un roman réalisée par Franz Josef Gottlieb
- 1964 : Das Ungeheuer von London-City, film allemand, adaptation de The White Carpet réalisée par Edwin Zbonek
- 1964 : Das siebente Opfer (de), film allemand, adaptation de Murder Is Not Enough réalisée par Franz Josef Gottlieb
- 1971 : Le Chat à neuf queues, (Il gatto a nove code) est un film franco-germano-italien réalisé par Dario Argento
- 1972 : L'etrusco uccide ancora, film italo-germano-yougoslave, adaptation d'une nouvelle réalisée par Armando Crispino
- 1972 : Der Todesrächer von Soho, film germano-espagnol, adaptation d'un roman réalisée par Jesús Franco

## Sources
- Claude Mesplède, Les années "Série noire" : bibliographie critique d'une collection policière, vol. 2 : 1959-1966, Amiens, Editions Encrage, coll. « Travaux » (no 17), 1993 (ISBN 978-2-906-38943-4), p. 160-161.
- Claude Mesplède et Jean-Jacques Schleret, SN, voyage au bout de la Noire : inventaire de 732 auteurs et de leurs œuvres publiés en séries Noire et Blème : suivi d'une filmographie complète, Paris, Futuropolis, 1982 (OCLC 11972030), p. 371